# Baca County
Baca County je okres ve státě Colorado v USA. Žije zde přibližně 3 500 obyvatel. Správním městem okresu je Springfield. Celková rozloha okresu činí 6623 km².